# Viescas
Viescas es una parroquia y un lugar del concejo español de Salas, en la comunidad autónoma de Asturias.

## Toponimia
Se ha sugerido que el nombre puede provenir de algún tipo de plantación de árboles.

## Historia
Hacia mediados del siglo XIX, la parroquia, ya por entonces perteneciente al municipio de Salas, tenía contabilizada una población de 280 habitantes. Aparece descrita en el cuarto volumen del Diccionario geográfico-estadístico-histórico de España y sus posesiones de Ultramar de Pascual Madoz con las siguientes palabras:

BIESCAS (Santiago de): felig. en la prov. y dióc. de Oviedo (7 leg.), part. jud. de Belmonte (3) y ayunt. de Salas (3/4): sit. en una llanura con buena ventilacion y clima sano: comprende los l. de Biescas, Carles y tres cas. en la Vega de Castañedo, reuniendo 35 casas de pocas comedidades. La igl. parr. (Santiago) está servida por un curato de ingreso y patronato real. El térm. confina por N. con el de Godan; por E. con Obanes; por S. con Leiguarda y r. Navia, y por O. con Soto de los Infantes, estendiéndose por donde mas 1/4 de leg. El terreno es calcáreo y la parte destinada al cutlvio de buena y mediana calidad: el camino que dirige á la cap. del part. se halla en buen estado: el correo se recibe en Salas por los mismos interesados. prod. escanda, maiz, patatas y habas blancas: cria ganado vacuno, caballar y lanar; hay caza de perdices. ind. la agrícola y un molino harinero. pobl. 35 vec., 280 alm. contr. con su ayunt. (V.)
(Madoz, 1846, p. 315)

## Geografía humana

### Organización territorial
La entidad colectiva de población de Viescas está compuesta por las siguientes entidades singulares:
- Carlés (Carllés)[1]
- El Piñedo (El Peñéu)[1]
- Pereras (Preras)[1]
- El Pevidal (EL Pebidal)[1]
- La Venta
- Viescas

### Demografía
En 2023, la entidad colectiva de población de Viescas tenía empadronados 46 habitantes, mientras que la entidad singular de población de ese nombre tenía 16, todos ellos en diseminado.

## Patrimonio
Su templo parroquial se dedica a Santiago.